# بخش بی‌وبیک، شهرستان سنت لوئیس، مینه سوتا
بخش بی‌وبیک (به انگلیسی: Biwabik Township) یک منطقهٔ مسکونی در ایالات متحده آمریکا است که در شهرستان سنت لوئیس، مینه‌سوتا واقع شده‌است.
 بخش بی‌وبیک ۷۶٫۱ کیلومتر مربع مساحت و ۸۰۴ نفر جمعیت دارد و ۴۲۲ متر بالاتر از سطح دریا واقع شده‌است.